# Anestezic

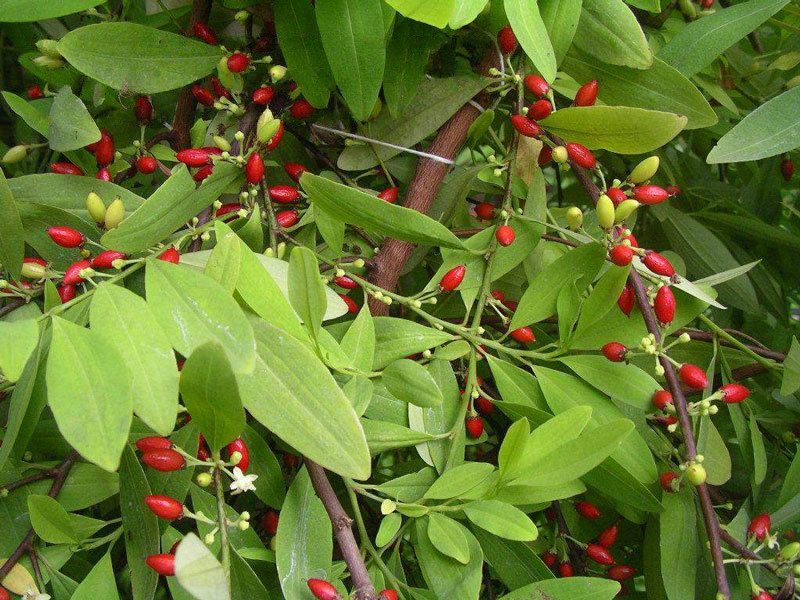
Frunzele plantei de coca (Erythroxylum novogranatense var. Novogranatense) sunt utilizate la extragerea cocainei, care este singurul anestezic local de origine naturală.

Un anestezic este un medicament utilizat pentru inducerea anesteziei, acționând prin inhibiția reversibilă a sistemului nervos central. Există două tipuri principale de anestezice: anestezicele generale, care cauzează abolirea reversibilă a stării de conștiență și anestezicele locale, care cauzează o pierdere reversibilă a sensibilității într-o anumită zonă a organismului, fără să fie necesară abolirea stării de conștiență.